# Мо-цзы
Мо Ди (кит. 墨翟, пиньинь Mò dí, палл. Мо-ди), или Мо-цзы (кит. 墨子, пиньинь Mòzǐ, палл. Мо-цзы; латинизировано как Micius; ок. 470 — ок. 391 до н. э.) — древнекитайский философ, разработавший учение о всеобщей, беспристрастной любви и государственном консеквенциализме. Религиозная форма этого учения — моизм — на протяжении нескольких столетий соперничала по популярности с конфуцианством, пока принятие последнего в качестве государственной идеологии Ханьской империи не привело к вытеснению прочих философских доктрин.

## Жизнь
Мо-цзы родился через пару лет после смерти Конфуция. Живя в период Чжаньго, отмеченный распадом векового социального порядка династии Чжоу, Мо-цзы пытался выработать новый общественно-политический порядок, основанный на идеалах любви и взаимного уважения.
Принято считать, что Мо-цзы изучал конфуцианство, пока не пришёл к выводу о том, что размеренные ритуалы и тягостные церемониалы отнюдь не способствуют душевному развитию. В отличие от вельможного Конфуция, Мо-цзы искал возврата к непосредственности в человеческих отношениях, отличающей жизнь простых людей.
Будучи пацифистом и специалистом по военным укреплениям, Мо-цзы путешествовал из одного враждующего государства в другое, дабы убедить правителей в губительности завоевательных войн. Как и другие интеллектуалы того времени, он надеялся найти правителя, который сделает его своим советником, и рекомендовал своих учеников на ответственные посты. Предполагается, однако, что его происхождение было более низким, чем у его образованных современников: его стиль высказывания отличается некоторой грубостью; сам автор был известен как мастер плотницкого дела и механики. Не исключено, что нападки Мо-цзы на ритуализм и расточительство, свойственные знати, стали отражением его жизненного уклада, чуждого роскоши.
Зачем нужны дома? Чтобы защищать нас от зимнего холода и ветра, от летней жары и дождя и от грабителей и воров. Если эти цели достигнуты, то большего не надо. Всё, что выходит за рамки этих целей, следует устранить.— Мо-цзы (5 век до нашей эры)

## Взгляды
Политические, нравственные и религиозные идеи Мо-цзы нашли отражение в одноимённом труде, составленном его учениками (принадлежащим самому Мо-цзы считается только его «ядро», гл. 8-39. Предполагается, что деление трактата на три раздела отразило три течения, на которые раскололась школа Мо-цзы после смерти основателя). Основные темы его следующие: всеобщая любовь друг к другу, необходимость отказа от завоевательных войн, восхваление добродетели, экономия в тратах, сдержанность при похоронах, соблюдение воли небес, бессмысленность занятий музыкой и критика фатализма.
Причиной всех бед и беспорядков своего времени Мо-цзы считал эгоизм и пристрастность людей. Лекарство состоит в том, чтобы заботу о себе и своих родных заменить заботой обо всех. За несколько веков до иудаизма он сформулировал «золотое правило»: «Если каждый будет относиться к чужим странам и городам так, как относится к своему, он не станет нападать на чужую страну или город». Тот же принцип он применял к частной и семейной жизни: «В чём та небесная воля, которой следует подчиниться? В том, чтобы любить всех людей на свете».
Мо-цзы полагал, что прежде чем признать что бы то ни было благом, следует установить, какую пользу оно принесёт народу. Безусловными благами для страны он признавал рост народонаселения, увеличение его благосостояния, устранение грозящих изнутри и извне опасностей и устранение хаоса. Согласно «Стэнфордской философской энциклопедии», государственный консеквенциализм Мо-цзы 5-го века до нашей эры был «первой в мире формой консеквенциализма, удивительно развитой философией, принимающей во внимание множество сущностных благ, составляющих основу человеческого благополучия».
Философию Мо-цзы ценили Лев Толстой, Бертольт Брехт (написавший как бы от его имени философское сочинение «Ме-ти. Книга перемен»), Лу Синь.